# Песнь о Хельги, сыне Хьёрварда
«Песнь о Хельги, сыне Хьёрварда» (исл. Helgakviða Hjörvarðssonar) — одна из поэм древнескандинавского «Королевского кодекса» (XIII век), входящая в состав «Старшей Эдды». Её относят к героическим песням, сюжетно она связана с «Первой» и «Второй» песнями о Хельги Убийце Хундинга.

## Сюжет
Конунг Хьёрвард отправляет Атли, сына ярла Идмунда, сосватать ему Сигрлинн, дочь конунга свавов Свафнира. По совету ярла Франмара Свафнир отказывает Атли, и тогда Хьёрвард едет за невестой сам. Ко времени его приезда Свафнир погибает в битве с конугом Хродмаром, ещё одним претендентом на руку Сигрлинн. Атли убивает Франмара, превратившегося в орла, и женится на его дочери Алёв, а Сигрлинн достаётся Хьёрварду. У конунга рождается сын, который долго остаётся без имени. Валькирия Свава, дочь конунга Эйлими, нарекает его Хельги и рассказывает о мече, спрятанном в кургане. Хельги берёт этот меч и с воинами отца убивает Хродмара, отомстив таким образом за деда. Он совершает и другие подвиги, причём Свава защищает его в битвах. После победы над великанами дочь одного из них, ведьма Хримгерд, ночью является Атли, стерегущему флот Хельги, и просит пропустить её к конунгу, но Атли разговорами задерживает её до рассвета, когда она превращается в камень.
Свава становится женой Хельги, оставаясь при этом валькирией. Единокровный брат Хельги Хедин из-за козней женщины-тролля даёт обет жениться на Сваве. Позже он рассказывает об этом брату, но тот рассказывает, что на третью ночь должен сойтись в поединке с Альвом, сыном Хродмара, и предчувствует свою смерть. Хельги получает смертельную рану и просит Сваву стать женой Хедина. Та отвечает, что не выйдет за «безвестного князя». Хедин обещает отомстить за брата. «Говорят, — пишет автор поэмы, — что Хельги и Свава вновь родились».

## Оценки
«Песнь о Хельги» сохранилась во фрагментарном виде, и, по мнению многих учёных, представляет собой сборник обрывков разных сказаний. Существенная часть «Песни» написана прозой, из-за чего поэма больше похожа на сагу со стихотворными вставками. Здесь развивается та же тема, что и в двух песнях о Хельги Убийце Хундинга — «Первой» и «Второй» (эти три текста открывают раздел «героических песней» в «Старшей Эдде»). Исследователи полагают, что изначально существовали разные персонажи с одним именем, которые частично сблизились, но при этом сохранился ряд сюжетных противоречий.
Исследователь Отто Хёффлер предположил, что сюжет «Песни» имеет ритуальные истоки: по его мнению, Хельги могли называть «высокую жертву» в священной роще семнонов, описанной Тацитом, а валькирия, возлюбленная Хельги, — жрица, руководящая жертвоприношением. Ян де Фрис развил эту гипотезу, допустив, что на основе ритуальной легенды возникла датская песнь, испытавшая позже влияние скальдической и шпильманской поэзии, впитавшая викингский сюжетный материал и через Норвегию проникшая в Исландию.
По мнению Елеазара Мелетинского, в песнях о Хельги заметны сюжетные элементы «богатырской песни-сказки»: наречение имени, которое выглядит как воинское посвящение, запоздалое созревание, месть за родича, «героическое сватовство».